# Мутис (гора)
Мутис (индон. Gunung Mutis, Nuaf Mutis, Nuaf Nefomasi) — гора, наивысшая точка западной части острова Тимор высотой в 2417 метров.
Гора Мутис находится на территории Индонезии и является наивысшей вершиной Западного Тимора. Расположена в округе Северный центральный Тимор (Timor Tengah Utara) провинции Восточные Малые Зондские острова, к югу от восточно-тиморского эксклава Окуси.
При подъёме на вершину необходимо потратить от 2,5 до 4 часов, путь извилистый от искусственного озера близ деревни Фатумаси. Так как путь не маркирован, для восхождения необходим проводник из местных жителей.
Окрестности горы покрывает густой лес, пересекаемый несколькими реками. Около 10 тысяч гектаров здесь занимает природоохранная зона, населённая многочисленными видами редких птиц. Внутри этого заповедника находятся деревни Нуапин и Ненас, по его границам расположены ещё около десяти. Всего в находящихся вокруг Мутис 14 деревнях проживает до 25 тысяч человек, говорящих на одном из диалектов языка уаб-мето, на котором разговаривает большинство населения Западного Тимора.

## Дополнения
- Описание подъёма на Мутис  (англ.)